# الصابونية (العراق)
الصابونية هي قرية صغيرة تقع في منطقة الجزيرة قرب تلعفر.
ظهر اسم البلدة في إحصاء عام 1957 م وكان عدد سكنها في تلك العام 41 نسمة.
من القرى القريبة من الصابونية قرية «أبو ماريا» وقرية «العاشق».